# Mauritánia az olimpiai játékokon
Mauritánia első alkalommal 1984-ben vett részt az olimpiai játékokon, és azóta minden nyári sportünnepre küldött sportolókat, de sosem szerepelt még a téli olimpiai játékokon.
Mauritánia egyetlen olimpikonja sem szerzett még érmet.
A Mauritániai Nemzeti Olimpiai és Sportbizottság 1962-ben alakult meg, a NOB 1979-ben vette fel tagjai közé.